# Filaret (Atanasow)
Filaret, imię świeckie Atanas Panajotow Atanasow (ur. 26 października 1901 w Warnie, zm. 28 czerwca 1960) – bułgarski biskup prawosławny.

## Życiorys
Szkołę średnią ukończył w Warnie. Następnie w latach 1924–1928 studiował teologię na Uniwersytecie Sofijskim. 30 stycznia 1932 metropolita warneński Symeon przyjął od niego wieczyste śluby mnisze. Następnego dnia został wyświęcony na hierodiakona, zaś 22 czerwca 1933 – na hieromnicha.
W 1934, będąc już protosynkellosem (protosynglem) metropolii newrokopskiej, otrzymał godność archimandryty. Wyjechał wówczas na rok do Strasburga na specjalistyczne studia w zakresie prawa kanonicznego. 27 listopada 1938 w soborze św. Aleksandra Newskiego w Sofii miała miejsce jego chirotonia na biskupa pomocniczego metropolii sofijskiej. W 1939 objął urząd metropolity łoweckiego i sprawował tę godność do swojej śmierci w 1960. W okresie 1941–1945 był dodatkowo locum tenens administratur prawosławnych w Macedonii (eparchia bitolsko-ochrydzka). Pochowany przy soborze Trójcy Świętej w Łoweczu.